# La colpa di una madre
La colpa di una madre è un film del 1952 diretto da Carlo Duse, alla sua seconda ed ultima prova come regista.

## Produzione
Tipico esempio di melodramma strappalacrime, genere cinematografico che riscosse molto successo tra il pubblico italiano all'inizio degli anni cinquanta, il soggetto fu ideato dallo stesso Duse assieme a Vittorio Nino Novarese (che ne curò anche i costumi) ed Albino Principe; quest'ultimo ha preso parte al film anche come attore in un ruolo secondario.
Gli esterni del film furono girati all'Isola del Giglio.